# Bryum leptotorquescens
Bryum leptotorquescens är en bladmossart som beskrevs av C. Müller och Brotherus 1897. Bryum leptotorquescens ingår i släktet bryummossor, och familjen Bryaceae. Inga underarter finns listade i Catalogue of Life.